# Campionati europei di ciclismo su strada 2016 - Gara in linea femminile Under-23
La gara in linea femminile Under-23 dei Campionati europei di ciclismo su strada 2016, ventiduesima edizione della prova, si disputò il 17 settembre 2016 con arrivo a Plumelec, in Francia. La vittoria fu appannaggio della polacca Katarzyna Niewiadoma, che terminò la gara in 2h55'55", precedendo la danese Cecilie Uttrup Ludwig e la francese Séverine Eraud.
Sul traguardo di Herning 34 cicliste, su 49 partenti, portarono a termine la competizione.

## Ordine d'arrivo (Top 10)
| Pos. | Corridore             | Squadra     | Tempo    |
| ---- | --------------------- | ----------- | -------- |
| 1    | Katarzyna Niewiadoma  | Polonia     | 2h55'55" |
| 2    | Cecilie Uttrup Ludwig | Danimarca   | a 12"    |
| 3    | Séverine Eraud        | Francia     | s.t.     |
| 4    | Alice Maria Arzuffi   | Italia      | s.t.     |
| 5    | Riejanne Markus       | Paesi Bassi | a 26"    |
| 6    | Eider Merino Cortazar | Spagna      | a 29"    |
| 7    | Olga Shekel           | Ucraina     | a 35"    |
| 8    | Kseniya Tuhai         | Bielorussia | a 37"    |
| 9    | Svetlana Vasilieva    | Russia      | a 43"    |
| 10   | Lisa Klein            | Germania    | s.t.     |